# Diekirch (Bier)
Diekirch ist ein helles Bier aus Diekirch im Großherzogtum Luxemburg. Es ist eine Marke der AB-InBev-Gruppe wird in der Brauerei Diekirch gebraut. Das Sortiment besteht aus den Sorten Diekirch Premium, Grand Cru, 0,0 %, Radler Lemon & Lime, Radler Agrum und Christmas. 1871 begann die Luxemburger Brauerei mit dem Brauen des Diekirch-Biers, das auf dem Rezept eines traditionellen Biers basiert, das von Ordensleuten im 18. Jahrhundert geschaffen wurde.